# Foulehaio
Foulehaio – rodzaj ptaków z rodziny miodojadów (Meliphagidae).

## Zasięg występowania
Rodzaj obejmuje gatunki występujące na Fidżi, Samoa i Tonga.

## Morfologia
Długość ciała 16–31 cm; masa ciała 25,2–45,4 g.

## Systematyka
Rodzaj zdefiniował w 1852 roku niemiecki zoolog Ludwig Reichenbach w publikacji swojego autorstwa poświęconej ornitologii. Gatunkiem typowym jest (oznaczenie monotypowe) atolowiec koralowy (Foulehaio carunculatus).

### Etymologia
- Foulehaio (Foulehajo): tongijska nazwa Foulehaio, Fuoulehaoi lub Fulehau dla atolowca koralowego[11].
- Leptornis: gr. λεπτος leptos ‘delikatny, drobny’; ορνις ornis, ορνιθος ornithos ‘ptak’[12]. Typ nomenklatoryczny (oryginalne oznaczenie): Leptornis sylvestris Hombron & Pucheran, 1853 (= Merops samoensis Hombron & Jacquinot, 1841).
- Sarcogenys: gr. σαρξ sarx, σαρκος sarkos ‘ciało’; γενυς genus, γενυος genuos ‘policzek, broda, szczęka’[13].
- Amoromyza: gr. αμορος amoros ‘nieszczęśliwy’, od αμοιρεω amoireō ‘nie mieć udziału w’; rodzaj Myza A.B. Meyer & Wiglesworth, 1895 (miodownik)[14].
- Gummyza: średniowiecznołac. gumma ‘dziąsło’, od łac. gummi ‘dziąsło’ (por. gr. γυμνος gumnos ‘goły’); rodzaj Myza Meyer & Wiglesworth, 1895, miodownik[15]. Gatunek typowy (oryginalne oznaczenie): Merops samoensis Hombron & Jacquinot, 1841.
- Proceriolotes: częściowy anagram epitetu gatunkowego Ptilotis procerior Finsch & Hartlaub, 1867[16]. Gatunek typowy (oryginalne oznaczenie): Ptilotis procerior[e] Finsch & Hartlaub, 1867.
- Meliphacator: rodzaj Meliphaga Lewin, 1808 (miodojad); epitet gatunkowy Ptilotis provocator E.L. Layard, 1875[17]. Gatunek typowy (oryginalne oznaczenie): Ptilotis provocator Layard, 1875.

### Podział systematyczny
Do rodzaju należą następujące gatunki:
- Foulehaio samoensis (Hombron & Jacquinot, 1841) – atolowiec czarny
- Foulehaio provocator (E.L. Layard, 1875) – atolowiec złotooki
- Foulehaio procerior (Finsch & Hartlaub, 1867) – atolowiec czarnowąsy
- Foulehaio taviunensis (Wiglesworth, 1891) – atolowiec kraterowy
- Foulehaio carunculatus (J.F. Gmelin, 1788) – atolowiec koralowy